# Manuel García-Carpintero
Manuel García-Carpintero Sánchez-Miguel (Daimiel, Ciudad Real, 1957) és un filòsof, historiador de la filosofia i professor universitari espanyol que ha realitzat la seva tasca professional a Catalunya.
Llicenciat el 1979, i doctorat el 1988 en filosofia per la Universitat de Barcelona, ha estat professor des d'aquell mateix any 1988, i catedràtic des del 2001, a la Facultat de Filosofia de la UB. Fou professor visitant del Center for the Study of Language and Information (CSLI), de la Universitat Stanford, durant un any acadèmic 1990-1991, i durant períodes més curts als departaments de filosofia del MIT (1992), a la Universitat de Nova York (1997), a Oxford (1998) i Lisboa (2011, 2012). El 2001 va ser membre del Centre for the Advanced Studies in the Humanities d'Edimburg, i ha estat nomenat professor visitant a la Universitat de Lisboa entre els anys 2013 i 2020. La Generalitat de Catalunya li va concedir una "Distinció de Recerca" per a investigadors sèniors entre 2002 i 2008, i el 2008, 2013 i 2018 el premi ICREA Acadèmia per excel·lència en recerca, finançat també per la Generalitat de Catalunya. El seu camp de treball se centra en la història de la filosofia analítica, la lògica filosòfica, la filosofia del llenguatge, la filosofia de la ment i qüestions epistemològiques i metafísiques relacionades. Ha publicat nombrosos articles i ha col·laborat en diversos llibres. Destaquen les seves obres Las palabras, las ideas y las cosas (1996), Two-Dimensional Semantics (2006, amb Josep Macià), i Relative Truth (2008, amb Max Kölbel).